# Willa „Wenecja” w Krakowie
Willa „Wenecja” – zabytkowy budynek znajdujący się w Krakowie, w dzielnicy I przy ulicy Wenecja 2, na Piasku.
Przez okolice gdzie dzisiaj znajduje się ulica Wenecja jeszcze w początkach XX wieku płynęły Rudawa i Młynówka Królewska. W początkach XVIII wieku, na tym podmokłymi i pełnym rozlewisk terenie stał dworek zwany z tego powodu „Wenecją” a był własnością kościoła św. Anny.
W 1873 zbudowano nad Rudawą willę w stylu włoskim dla architekta Kazimierza Hroboniego. Projektował ją Maksymilian Nitsch.
Willa została następnie przebudowana w latach 1889–1891 przez Jacka Matusińskiego, według projektu Karola Rybińskiego. Nowym właścicielem był dziennikarz i pisarz Ludwik Zygmunt Dębicki. Na fasadzie umieszczono wtedy herby Gryf i Rawicz.
Od lat 60. XX wieku w budynku znajdował się Zakład Elektronicznej Techniki Obliczeniowej, a potem przez kilka lat był siedzibą Katedry Arabistyki Uniwersytetu Jagiellońskiego.
Budynek mimo różnych przekształceń zachował do dzisiaj charakter podmiejskiej willi.